# Leland Clark

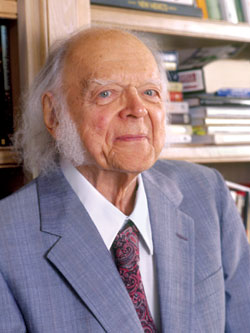
Leland C. Clark, Jr.

Leland C. Clark Jr. (* 4. Dezember 1918 in Rochester, US-Bundesstaat New York; † 25. September 2005 in Cincinnati, US-Bundesstaat Ohio) war ein US-amerikanischer Biochemiker.
Er war Hochschullehrer an der University of Cincinnati und Erfinder der nach ihm benannten Clark-Elektrode zur Bestimmung des Sauerstoffpartialdrucks. Daneben forschte er in den 1940er und 1950er Jahren zu Herz-Lungen-Maschinen, war an der Entwicklung von kontinuierlich messenden Glucosesensoren beteiligt, die von Diabetikern zur Einstellung der Insulinwerte verwendet werden, und war Inhaber zahlreicher Patente. Weiters war er führend an der Entwicklung von Oxycyte tätig, einem therapeutischen Perfluorcarbon (PFC) der dritten Generation, das als Sauerstoffträger und Blutersatz dient.
Leland Clark wurde 1995 in die National Academy of Engineering (NAE) gewählt und erhielt 2005 den Wissenschaftspreis Fritz J. and Dolores H. Russ Prize für seine Arbeiten zu membranbasierenden Biosensoren.